# Oliver Waldhauer
Oliver „Olli“ Waldhauer (* 1974 in Geldern) ist ein deutscher Regisseur und Produzent von Dokumentarfilmen, Werbefilmen und Musikfilmen.

## Leben
Oliver Waldhauer ist am Niederrhein aufgewachsen. Nach dem Fachabitur für Sozialpädagogik an der Liebfrauenschule Geldern begann er die Ausbildung zum staatlich examinierten Altenpfleger am Evangelischen Fachseminar für Altenpflege Xanten.
Nach der Ausbildung zum Altenpfleger reiste er 1994 während der Jugoslawienkriege nach Mostar, wo er humanitäre Hilfe leistete und als Fotograf das Geschehen vor Ort dokumentierte. Was er dort erlebte, fasste er später so zusammen: „Danach habe ich zehn Jahre lang nicht mehr fotografiert“.
Auch später reiste Waldhauer in Krisengebiete, ab 2013 war er dabei auch wieder als Fotograf tätig, um auf das Schicksal der Menschen aufmerksam zu machen, denen er begegnete (u. a. während der Gezi-Proteste oder „The Forgotten Refugees of Balaban“, 66 Porträts, die 2014 in Kobanê, Syrien entstanden.)
Im Herbst 2015 veröffentlichte er auf Facebook unter dem Hashtag #nippelstatthetze ein Foto, das Model und Schauspielerin Leila Lowfire stehend mit nackten Brüsten und den Schauspieler Matthias Weidenhöfer sitzend mit dem Schild „Kaufft nicht bei Kanaken“ zeigt. Das Foto wurde von Facebook nach 21 Minuten gelöscht.  Die gegen Rassismus und die Löschungspolitik von Facebook gerichtete Aktion (das Foto zeigt die Aufschrift „Eine dieser Personen verstößt gegen die Regeln von Facebook“) ging viral. Die Aktion wurde deutschlandweit in der Presse besprochen und fand auch in Übersee Beachtung, zum Beispiel in der Washington Post.
Waldhauer lebt in Gera, ist verheiratet mit der Produzentin Tanja Georgieva-Waldhauer und Vater von zwei Kindern.

## Produzent Videos
Als Produzent war Oliver Waldhauer unter anderem tätig für folgende Videos / DVDs:
- Tim Bendzko – Am seidenen Faden,[7] 2013
- Tim Bendzko – Wenn Worte meine Sprache wären,[8] 2011
- Gentleman – Serenity,[9] 2007
- Gentleman – Soulfood,[10] 2007
- Gentleman – Got to Go,[11] 2017
- Dendemann – 3 1/2 Minuten,[12] 2006
- FR – Rap braucht Abitur,[13] 2008
- Gentleman – Diversity Live, Doppel-DVD und CD,[14] 2011
- The Dresden Soul Symphony – Live DVD und CD,[15] 2009

Oliver Waldhauer war als Fotograf, Regisseur und Produzent in der Werbung tätig (u. a. für Burger-King, REWE, Coca-Cola).

## Regisseur Musikvideos
Als Regisseur drehte er die Musikvideos zu
- Dennis Lisk – Lass los[17] 2009
- Martin Jondo – Little Closer[18] 2009
- Olli Banjo – Extasy[19] 2014
- EES feat. Lady May – „Mahambeko“[20] 2012
- Reggeajam – Live DVD 15 Years Anniversary[21] 2009

## Dokumentarfilme
2014 entstand der Dokumentarfilm „Istanbul United“, für den Oliver Waldhauer als Drehbuchautor, Regisseur (zusammen mit Farid Eslam) und Produzent (mit Farid Eslam und Tina Schöpkewitz) verantwortlich zeichnete. Der Film über „Ultra“-Fans der drei großen Istanbuler Fußballvereine Galatasaray, Fenerbahçe und Beşiktaş fand breite Beachtung.
2019 veröffentlichte Oliver Waldhauer zusammen mit Noël Dernesch den Dokumentarfilm „Another Reality“. Der Film, an dem Waldhauer als Drehbuchautor und Regisseur beteiligt war, gewann unter anderem beim Dok.fest in München den Publikumspreis.

## Auszeichnungen
„Istanbul United“ lief u. a. auf dem London Raindance Film Festival 2014, dem 18th Tallinn Black, dem Ascona Film Festival Nights Film Festival. Der Film wurde 2014 beim 49th Karlovy Vary International Film Festival in der Kategorie „Beste Dokumentation“ nominiert.
„Another Reality“ gewann 2019 beim Dok.fest in München den Publikumspreis.
„Another Reality“ wurde 2019 in Locarno Film Festival „30ème Semaine de la critique“ für den „Critics Week Award“ nominiert. Eine weitere Nominierung erhielt der Film beim El Gouna Film Festival (Golden Star).